# 清溪镇 (犍为县)
清溪镇，是中华人民共和国四川省乐山市犍为县下辖的一个乡镇级行政单位。2019年12月，将孝姑镇紫云村划归清溪镇管辖。清溪镇祇园村所属行政区域划归九井镇管辖

## 行政区划
清溪镇下辖以下地区：
交通街社区、建新街社区、筒车村、胭脂村、百箩村、三山村、洛阳村、洛江村、踏水村、灌引村、沉犀村、渠成村、龙门村、天山村、丁家村、南岸村、永星村、盐坪村、新乐村、龙兴村、康家村、祗园村、永安村、保安村、七一村、上游村、五龙村和和平村。
2019年12月调整后，清溪镇辖交通街社区、建新街社区、筒车村、百箩村、洛阳村、踏水村、沉犀村、龙门村、胭脂村、三山村、洛江村、灌引村、渠成村、天山村、南岸村、康家村、盐坪村、龙兴村、丁家村、永星村、新乐村、保安村、上游村、和平村、永安村、七一村、五龙村、紫云村所属行政区域。 